# Заборонене місто (фільм, 1918)
«Заборонене місто» (англ. The Forbidden City) — американська мелодрама режисера Сідні Франкліна 1918 року.

## У ролях
- Норма Толмадж — Сан Сан / іграшка
- Томас Міган — Джон Вілл
- Е. Елін Воррен — Вонг Лі
- Майкл Райл — Мандарин
- Л. Роджерс Літтон — китайський імператор
- Рейд Хемілтон — лейтенант Філіп Хелберт